# Chicoacán
Chicoacán är en ort i Mexiko.   Den ligger i kommunen Huimanguillo och delstaten Tabasco, i den sydöstra delen av landet, 600 km öster om huvudstaden Mexico City. Chicoacán ligger 45 meter över havet och antalet invånare är 524.
Terrängen runt Chicoacán är mycket platt. Runt Chicoacán är det ganska glesbefolkat, med 45 invånare per kvadratkilometer. Närmaste större samhälle är Huimanguillo, 10,7 km nordost om Chicoacán. Trakten runt Chicoacán består till största delen av jordbruksmark.